# 休姆·克羅寧

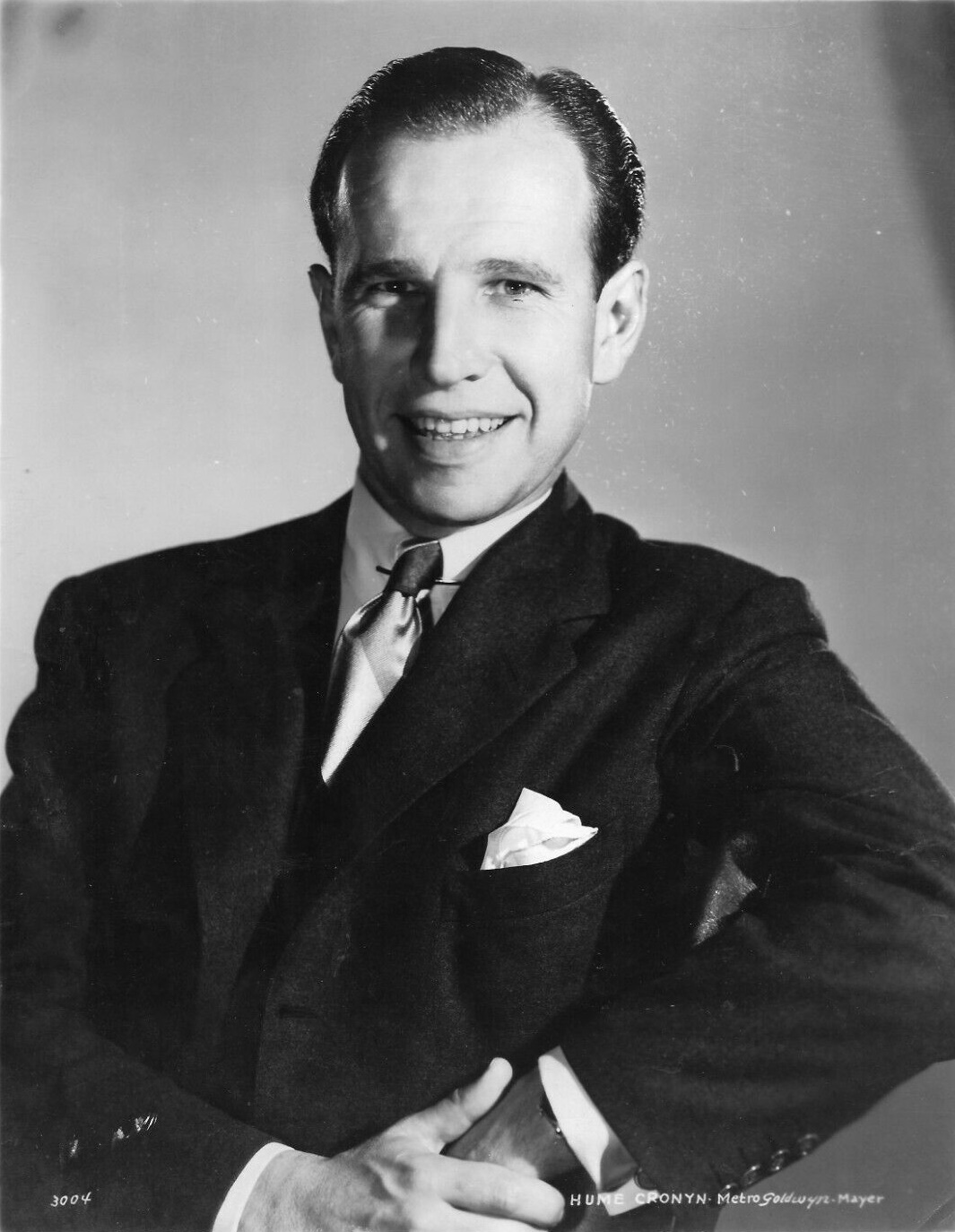
休姆·克羅寧

休姆·布莱克·克罗宁 (Hume Blake Cronyn Jr.，1911年7月18日 - 2003年6月15日）是一位加拿大裔美国演员、编剧和剧作家。他得過三项黃金時段艾美獎和两项托尼奖以及一项奥斯卡金像奖，他還有一项金球獎提名。克罗宁也是女演员潔西卡·坦迪的丈夫，两人于1986年共同獲得肯尼迪中心荣誉奖，并于1990年共同獲得国家艺术奖章。休姆·克羅寧最終因前列腺癌去世。  